# Стрєлков Спиридон Михайлович
Спиридон Михайлович Стрєлков (8 листопада 1917 — 4 лютого 1945) — Герой Радянського Союзу (1945).

## Життєпис
Народився 8 листопада 1917 року в селі Зура (Удмуртія) у селянській родині. Удмурт. Освіта початкова. Працював у колгоспі.
З жовтня 1938 року в РСЧА. На фронтах німецько-радянської війни з лютого 1942 року.
23 червня 1944 року, командир кулеметного відділення 774-го стрілецького полку (222-а стрілецька дивізія, 33-я армія, 3-й Білоруський фронт) комсомолець сержант С.М. Стрєлков один з перших під артилерійським обстрілом подолав р.Проня в районі села Головичі (Горецький район Могильовської обл.), гранатами знищив ворожий ДЗОТ противника. При цьому знищив 7 і взяв у полон ще 9 гітлерівців. Того ж вечора під час контратаки противника в районі села Сластени, незважаючи на великий вогонь та значну кількість живої сили противника сержант Стрєлков продовжував відстрілюватись навіть коли полягли всі інші номера його кулеметного розрахунку. Коли скінчились набої до кулемета, продовжував вогонь з автоматичної зброї аж поки контратака не була відбита. 
3 і 4 лютого 1945 року у наступальних боях на р.Одер незважаючи на тяжкі умови переправи забезпечував батальйон боєприпасами. Під час доставки їх на передній край був смертельно поранений.
Похований у населеному пункті Урад (півн-західніше м. Цибінка, Польща). 

## Звання та нагороди
24 березня 1945 року Спиридону Михайловичу Стрєлкову присвоєно звання Героя Радянського Союзу.
Також нагороджений:
- орденом Леніна
- орденом Вітчизняної війни ІІ ступеня
- медаллю «За відвагу»